# Sal Maroni
Salvatore Vincent "Sal" Maroni là một nhân vật hư cấu xuất hiện trong truyện tranh Hoa Kỳ được xuất bản bởi DC Comics. Nhân vật được mô tả là một tên côn đồ khét tiếng ở thành phố Gotham, và là kẻ thù của Người Dơi. Maroni được biết đến hình ảnh nhân vật cực ghét Harvey Dent, đã sắp xếp biến công tố viên Dent trở thành nhân vật siêu phản diện Two-Face (Kẻ 2 mặt).

## Lịch sử xuất bản
Sal Maroni lần đầu tiên xuất hiện trong Detective Comics #66 (Tháng 8, 1942), được tạo bởi Bill Finger và Bob Kane. 

## Tiểu sử

### Thời đại Vàng
Maroni xuất hiện trong Detctive Comics #66 là nhân vật Trùm Maroni. Maroni là một tên cướp bị kết án tội giết một người đàn ông tên là "Bookie" Benson. Harvey Dent (ở đây có tên là "Harvey Kent") là công tố viên tại phiên toà. Ông gọi Batman là nhân chứng đầu tiên của mình. Trong lời khai của Batman, Maroni cho rằng Batman là kẻ nói dối, dẫn đến Dent phải đưa ra bằng chứng: Đồng đô la bạc tại hiện trường với dấu vân tay của Maroni trên đó. Nổi giận, Maroni ném một lọ axit vào Dent, làm biến dạng khuôn mặt của anh ta, và từ đó cũng Dent trở thành tên côn đồ điên rồ Two-Face. Two-face sau đó đã bắn chết Maroni chết và thú tội để vào tù.

### Thời đại Đồng
Trong Bronze Age kể lại nguồn gốc của Two-Face, vai trò của Maroni không thay đổi, nhưng tên đã được đổi thành Morelli. Họ của Harvey Kent đã bị thay đổi thành Dent, vốn đã trở thành tên thường trực sau này của nhân vật đó.
Trong phiên bản này, Batman có mặt tại phiên tòa và cố gắng ngăn chặn tên cướp ném axit, nhưng Dent vẫn bị biến dạng.
Maroni từng xuất hiện trong DC Superstars # 14 và Batman # 328 đến # 329. Hắn ta sống sót sau một vụ ám sát bởi Two-Face trong câu chuyện đầu tiên, nhưng đôi chân của bị tê liệt. Trong câu chuyện sau, hắn trải qua phẫu thuật thẩm mỹ và đổi tên thành Anton Karoselle để tránh sự chú ý. Hắn đã giết chết Dave Stevens, chồng mới của vợ cũ của Dent là Gilda, như là trả thù cựu công tố viên. Khi câu chuyện kết thúc, Two-Face đã giết hắn ta.

### Hiện đại
Trong tập truyện tranh Batman and Monster Men, Maroni cho Norman Madison vay tiền (cha đẻ của bạn gái Bruce Wayne là Julie Madision) để trang trải các khoản nợ của mình, và dàn trải cho Giáo sư Hugo Strange thực hiện các thí nghiệm di truyền. Sau khi Maroni gửi tay sai của mình để gây áp lực lên Strange, nhà khoa học điên đã phản ứng bằng cách gửi một trong những sinh vật của mình để tàn sát một trong những sòng bạc của Maroni, và ăn cắp tiền ở đó để trả các khoản nợ cho Maroni. Khi Maroni nhận ra Strange là người đứng sau những vụ trộm cướp, Maroni đưa người đến và tiếp tục gây áp lựce. Strange quyết định loại bỏ Maroni, và lần này gửi một trong những con quái vật của mình để giết Maroni. Maroni sau đó được cứu bởi Batman, đổi lại Maroni phải xóa nợ cho cha của Julie Madison.
Trong phần tiếp theo, Batman and Mad Monk, Norman cố gắng trả hết nợ của mình cho Maroni, mà không hề biết về sự can thiệp của Batman giúp ông ta; Maroni từ chối nó, sợ rằng Batman sẽ đến thăm anh ta một lần nữa. Thay vào đó, Norman trao tiền cho Carmine Falcone, và điều đó làm bẽ mặt Maroni. Sau đó, gần cuối câu chuyện, Norman cố gắng giết Maroni, và bị tay sai của Maroni bắn hạ.

### The New 52
Vào tháng 9 năm 2011, tập truyện tranh The New 52 ra mắt đã khởi động lại câu chuyện của DC. Trong tập truyện mới này, Sal Maroni đã gặp ông Haly tại rạp xiếc của Haly. Khi được nhắc đến là con trai CJ đã giúp Dick Grayson trở lại Rạp xiếc của Haly, Maroni đề nghị rằng anh ta sẽ mắc nợ vào rạp xiếc nếu họ cần sự giúp đỡ.

## Gia đình
Danh sách dưới đây là những người thân thiết với Sal Maroni:
- Luigi "Big Lou" Maroni - Cha ruột của Sal Maroni
- C.J. Maroni - Con trai của Maroni, người từng gặp gỡ với Dick Grayson lúc trẻ
- Pino Maroni - Con trai của Maroni
- Umberto Maroni - Con trai của Maroni